# Asplundia meraensis
Asplundia meraensis är en enhjärtbladig växtart som beskrevs av Gunnar Wilhelm Harling. Asplundia meraensis ingår i släktet Asplundia och familjen Cyclanthaceae. IUCN kategoriserar arten globalt som sårbar. Inga underarter finns listade.